# Corno di Predore
Il Corno di Predore è un esteso dirupo roccioso che occupa gran parte della zona orientale del Comune di Predore prolungandosi leggermente anche nel territorio comunale di Tavernola Bergamasca. Il suo sviluppo a picco sul lago d'Iseo e il suo aspetto severo ne fanno il lineamento morfologico più evidente del territorio. L'abitato di Predore, abbarbicato su di un gradino roccioso e poi disteso sul delta del torrente Rino, costituisce la delimitazione occidentale del Corno. Verso l'alto le pendici convergono in un crinale dominato da Punta Alta (953 m s.l.m.) posto a spartiacque tra il bacino del torrente Rino e la vallata di Vigolo e Tavernola. La flora caratteristica è prevalentemente di tipo mediterraneo, eccezionale per tale latitudine.